# Station Gjøvik
Station Gjøvik is een station in Gjøvik in fylke Innlandet in Noorwegen. Het stationsgebouw dateert uit 1902 en is een ontwerp van Paul Armin Due. Het gebouw wordt sinds 2002 beschermd als monument. Gjøvik is het eindstation van Gjøvikbanen.